# Великое Село (Псковский район)
Вели́кое Село́ — деревня в Псковском районе Псковской области России. Входит в состав Писковичской волости.
Деревня расположена в 8 км к северу от центра города Пскова и в 5 км к северо-востоку от волостного центра, деревни Писковичи.
Численность населения деревни по состоянию на 2000 год составляла 12 человек.